# Jean Guichet
Jean Guichet (ur. 10 sierpnia 1927 roku w Marsylii) – francuski kierowca wyścigowy.

## Kariera
Guichet rozpoczął karierę w międzynarodowych wyścigach samochodowych w 1956 roku od startu w wyścigu IV Gran Premio Supercortemaggiore, Italy, w którym uplasował się na dwunastej pozycji. W latach 1956-1957, 1960-1969 i 1975 Włoch startował w 24-godzinnym wyścigu Le Mans. W latach 1961-1962 odnosił zwycięstwa w klasie GT 3.0 oraz stanął na podium klasyfikacji generalnej. W sezonie 1964 wygrał w klasie P 5.0, co było równoznaczne ze zwycięstwem w wyścigu. W kolejnych latach jedynie dwukrotnie dojeżdżał do mety - w 1965 i 1969 roku. Poza tym startował także w Formula 2 Trophées de France, gdzie jednak nie zdobywał punktów.